# Uvaria leptopoda
Uvaria leptopoda är en kirimojaväxtart som först beskrevs av George King, och fick sitt nu gällande namn av Robert Elias Fries. Uvaria leptopoda ingår i släktet Uvaria och familjen kirimojaväxter. Inga underarter finns listade i Catalogue of Life.